# فافن إس إس في الثقافة الشعبية
غالبًا ما يتم تصوير فافن إس إس، الفرع العسكري لمنظمة SS شبه العسكرية لألمانيا النازية، في صورة غير شعبية أو مثيرة للإعجاب في الثقافة الشعبية. لقد شكلت أنشطة مجموعة هياج، وهي مجموعة ضغط ألمانية أسسها ضباط سابقون رفيعو المستوى في فافن إس إس في عام 1951، الكثير من هذه الصورة. قاد قادتها - بول هوسر، وفيليكس شتاينر، وكيرت ماير - حملة لتشجيع التصور العام للقوة كمقاتلين من النخبة السياسية ممن لم يشاركوا في جرائم النظام النازي. على الرغم من أن هذه المفاهيم قد فقدت مصداقيتها منذ ذلك الحين، إلا أن التقاليد غير الحرجة، التي كثيراً ما تثير الإعجاب، لا تزال موجودة حتى الآن من خلال كتب التاريخ الشعبية والمواقع الإلكترونية والألعاب الحربية. يمكن العثور عليها في أعمال فرانز كوروفسكي وبروس كواري وغوردون ويليامسون وغيرهم.

## مؤسسة

### التحريرية التاريخية لهياج
- كانت فافن إس إس غير سياسية.
- لقد كانت من النخبة.
- كانن بريئة من جميع جرائم الحرب أو الفظائع النازية.
- لقد كان جيش أوروبي بامتياز، جيش أوروبا. [1]

### اقتباسات
1. ↑  Wilke 2011.